# El extraordinario viaje de T. S. Spivet
L'extravagant voyage du jeune et prodigieux T.S. Spivet (El extraordinario viaje de T.S. Spivet en España) es una película de aventuras de 2013, dirigida por Jean-Pierre Jeunet. Es la adaptación cinematográfica de la novela Las obras escogidas de T.S. Spivet de Reif Larsen. Está producida por Tapioca Films, Epithète Films y Cross Creek Pictures.

## Sinopsis
T.S. Spivet (Kyle Catlett) es un niño dotado de una gran inteligencia para su edad (10 años) y vive con su familia en el estado de Montana (Estados Unidos). T.S. Spivet se siente incomprendido por su familia pues su padre (Callum Keith Rennie) está obsesionado con los cowboys, su madre (Helena Bonham Carter) se pasa el día estudiando los escarabajos y su hermana mayor (Niamh Wilson) está obsesionada con su imagen. T.S. Spivet está dotado de un gran talento para la cartografía y todo tipo de inventos. Haciéndose pasar por un adulto y a espaldas de sus padres, publica en varias revistas importantes de cartografía.
Un día le comunican que él es el ganador del Premio Baird por sus publicaciones y es invitado a recoger el premio a Washington D. C., donde además, esperan que dé un discurso. Sin avisar a sus padres, se escapa de casa y sube a un tren en el que cruzará Estados Unidos hasta llegar a su destino.
Durante su viaje, se encuentra con un vagabundo en los patios de trenes del medio oeste, supera o burla a varios guardias de seguridad del ferrocarril, y luego es recogido haciendo autostop por un camionero que lo deja en el Smithsonian en Washington, donde se encuentra con GH Jibsen (Judy Davis), quien se hace cargo de él. En última instancia, da su discurso para el premio Baird en una sala llena de invitados bien vestidos y habla de la muerte de su hermano. Después de que termina el discurso, la madre y el padre de T llegan a D.C y lo interrumpen mientras está en un programa de entrevistas. Su madre le dice a T. S. que no fue su culpa, a lo que el entrevistador de televisión Roy (Rick Mercer) los molesta con preguntas. Cuando toda la familia está a punto de irse, la Sra. Jibsen, que se da cuenta de que T. S. le mintió (ya que le dijo que era huérfano), se emborracha y lo insulta. Entonces la madre de T. S. la golpea, el padre de T. S. golpea a Roy y todos se van.

## Reparto
| Actor                | Papel                 |
| -------------------- | --------------------- |
| Helena Bonham Carter | Dr. Clair             |
| Judy Davis           | G.H. Jibsen           |
| Callum Keith Rennie  | Padre                 |
| Kyle Catlett         | T.S. Spivet           |
| Niamh Wilson         | Gracie                |
| Jakob Davies         | Layton                |
| Rick Mercer          | Roy                   |
| Dominique Pinon      | Dos nubes             |
| Julian Richings      | Ricky                 |
| Richard Jutras       | Mr. Stenpock          |
| Mairtin O'Carrigan   | Lecturer              |
| Michel Perron        | Security guard        |
| Dawn Ford            | Marge                 |
| Susan Glover         | Cathy                 |
| James Bradford       | Smithsonian President |
| Robert Maillet       | Giant Hobo            |